# Tulipa hissarica
Tulipa hissarica là một loài thực vật có hoa trong họ Liliaceae. Loài này được Popov & Vved. miêu tả khoa học đầu tiên năm 1935.